# 大草薬品販売
大草薬品販売株式会社（おおくさやくひんはんばい）は、神奈川県横須賀市に本社を置く製薬会社である。

## 沿革
- 1931年（昭和6年）9月 - 大草義巳が大草弘真堂薬局として創業。
- 1934年（昭和9年）9月 - 製薬業開始。
- 1951年（昭和26年）12月 - 大草弘真堂薬局は薬局部を有限会社大草弘真堂薬局とし、製薬部は大草製薬所として分離。
- 1956年（昭和31年）9月 - 大草製薬所は大草製薬株式会社とし、大阪に直販卸部門の営業所を開設。
- 1976年（昭和51年）9月 - 大阪直販卸部門は分離独立し、大草敏郎が大草薬品販売株式会社を設立。
- 2013年（平成25年）11月 - 本社を神奈川県横須賀市に移転し、大草貴之が代表取締役社長に就任。

## 商品

### 医薬品
- 弘真胃腸薬S【第3類医薬品】（製造販売元：大草薬品）
- 弘真胃腸薬顆粒（分包）【第3類医薬品】（製造販売元：大草薬品）
- 弘真胃腸錠【第3類医薬品】（製造販売元：大草薬品）
- 新大草延寿丸【第2類医薬品】（製造販売元：大草薬品）
- 整腸薬ラクモント【第3類医薬品】（製造販売元：大草薬品）
- 八味地黄丸「オオクサ」【第2類医薬品】（製造販売元：大草薬品）
- 鼻優S【第2類医薬品】（製造販売元：大草薬品）
- ニンマム錠「漢龍」【第3類医薬品】（製造販売元：大草薬品）
- 蒜玉精内服液【第3類医薬品】（製造販売元：萬金薬品工業）
- 感冒の解熱地竜【第2類医薬品】（製造販売元：大草薬品）
- 豊温【第3類医薬品】（製造販売元：大草薬品）
- 豊温錠【第3類医薬品】（製造販売元：大草薬品）
- 紫雲膏「弘真」【第2類医薬品】（製造販売元：大草薬品）

### 健康食品
- 煌姫
- 桑の葉粒
- オーラケア
- おいしく飲む桑の葉
- 大草グルコサミンゼリー
- ビフィズスR「大草」
- 関節の友 NEXT